# Wagah
Wagah (punjabi: ਵਾਘਾ, hindi: वाघा, urdu: واہگہ) er en by, der er hjemsted for den eneste grænseovergang mellem Indien og Pakistan. Byen ligger på Grand Trunk Road mellem byene Amritsar i indisk Punjab og Lahore i pakistansk Punjab. Nærmeste jernbanestation er Attari, som ligger 3 km fra Wagah. 
Ved Indiens deling i 1947 blev grænsen mellem de to nye nationer Pakistan og Indien trukket langs den såkaldte Radcliffe-linje, der for Wagahs vedkommende blev trukket gennem landsbyen. Den østlige del af landsbyen ligger i dag i Indien, mens den vestlige del ligger i Pakistan. Indien og Pakistan har siden Indiens deling haft et anstrengt forhold, og har siden delingen været i flere militære konflikter, hvilket er en af årsagerne til, at der alene er én grænseovergang via vej mellem de to lande. 
Udover at være den eneste officielle grænseovergang langs den lange grænse mellem Indien og Pakistan er Wagah er særlig kendt for den grænseceremoni, der dagligt udspiller sig i byen. Hver dag lige før solnedgang kommer tusindvis af indbyggere og turister fra begge sider af grænsen til Wagah for at overvære ceremonien, hvor de to nationers flag stryges og grænseportene lukkes og låses. Selve ceremonien er underholdende og handler om, at alt skal ske synkront på pakistansk og indisk side, samtidig med, at grænsevagterne i den nøje koreograferede ceremoni med deres kropssprog udviser den højeste grad af foragt for hinanden. Der kommanderes og marcheres med spektakulære skridt under opvisningen, der afsluttes med at grænseportene mellem de to lande demonstrativt smækkes i.

## Eksterne links
| Wikinews | Wikinews: Flag-lowering ceremony at Wagah border becomes more peaceful – relateret nyhedssag på engelsk |

- Klip fra udsendelsen Himalaya with Michael Palin, BBCWorldwide video på YouTube.
- Dokumentar om ceremonien med Sanjeev Bhaskar, BBCWorldwide video på YouTube.

31°36′16.9″N 74°34′22.5″Ø / 31.604694°N 74.572917°Ø